# DataCite

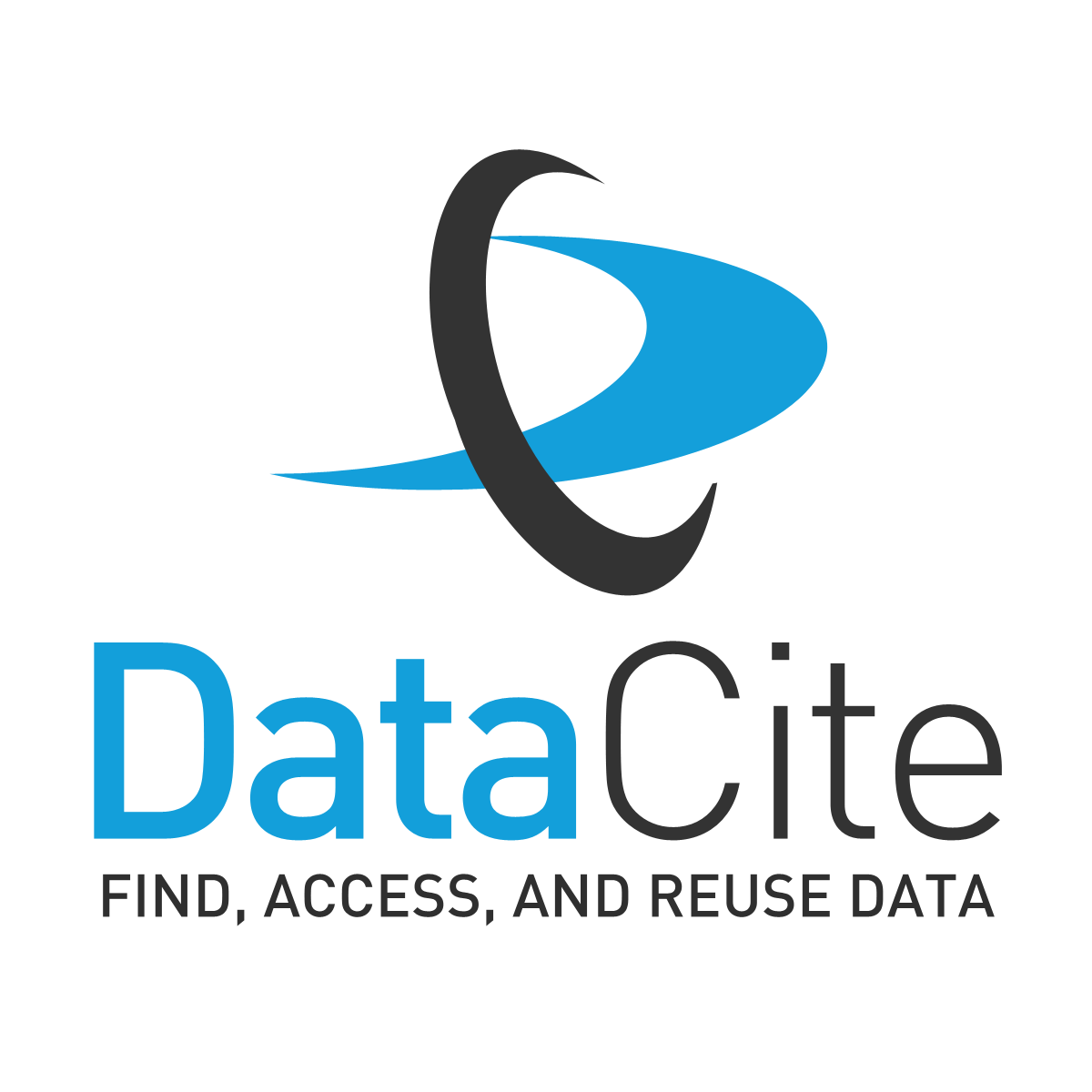
DataCite logotipo.

DataCite es una organización internacional sin fines de lucro cuyo objetivo es mejorar la citación de datos para:
- facilitar el acceso a datos de investigación en el Internet
- incrementar la aceptación de los datos de investigación como contribuciones legítimas y citables al trabajo académico
- apoyar el archivamiento de datos que permita la verificación y reutilización de resultados para estudios futuros.[1]

## Antecedentes
En agosto de 2009 se publicó un artículo que esbozó una propuesta para una agencia global para el registro de datos de investigación. En consecuencia, DataCite se fundó en Londres el 1 de diciembre de 2009 por organizaciones de 6 países: la Biblioteca británica; el Technical Information Center of Denmark (DTIC); la biblioteca de la Universidad Técnica de Delft de los Países Bajos; el Canada Institute for Scientific and Technical Information (NRC-CISTI); la Biblioteca Digital de California (Universidad de California Curation Center - UC3); Universidad de Purdue (EE. UU.); y la German National Library of Science and Technology (TIB).
Después de la fundación de DataCite, biblioteca académicas y centros de información líderes se reunieron en la primera convención de miembros oficiales el 5 de febrero de 2010 en París. La inclusión de cinco miembros adicionales fue aprobada en la oficina del International Council for Science (ICSU).  Los nuevos miembros incluidos fueron: Australian National Data Service (ANDS); la Deutsche Zentralbibliothek für Medizin (ZB MED); GESIS - Leibniz-Institut für Sozialwissenschaften; el Instituto francés para Información Científica y Técnica (INIST); y la Eidgenössische Technische Hochschule (ETH) de Zürich.
El principal medio para facilitar el acceso a datos de investigación es la asignación, por parte de los miembros de DataCite, de identificadores persistentes, como los identificadores de objeto digital (DOIs), a los conjuntos de datos. Si bien aprovecha actualmente la bien establecida infraestructura de los DOIs, DataCite se mantiene abierta también a considerar otros sistemas y servicios que contribuyan a sus objetivos.
El formato recomendado por DataCite para citar datos es: 
- Creador (Año de publicación): Título. Editor. Identificador

O
- Creador (Año de publicación): Título. Versión. Editor. Tipo de recurso. Identificador

DataCite recomienda que los nombres DOI se muestren como URLs vinculables y permanentes.
Herramientas de terceros permiten la migración de contenido hacia y desde otros servicios como ODIN, para ORCID

## Miembros
- Australia:
  - Australian National Data Service - ANDS
- Canadá:
  - National Research Council Canada - NRC-CNRC
- China:
  - Instituto de Genómica de la Beijing - BGI
- Dinamarca:
  - Danish e-Infraestructure Cooperation - DeiC
- Estonia:
  - Universidad de Tartu (/UT)
- Finlandia:
  - CSC - IT Center for Science - CSC
- Francia:
  - Institut de l'Information scientifique et technique - INIST-CNRS
- Alemania:
  - German National Library of Economics- ZBW
  - Biblioteca Nacional Alemana de Medicina - ZB MED
  - German National Library of Science and Technology - TIB
  - Leibniz Institute for the Social Sciences - GESIS
  - Göttingen Biblioteca estatal y Universitaria - SUB
  - Gesellschaft für wissenschaftliche Datenverarbeitung mbH Göttingen - GWDG
- Hungría:
  - Library and Information Centre, Hungarian Academy of Sciences - MTA KIK
- Internacional:
  - ICSU World Data System - ICSU-WDS
- Italia:
  - Conference of Italian University Rectors - CRUI
- Japón:
  - Japana Link Center - JaLC
- Países Bajos:
  - Biblioteca de la Universidad Técnica de Delft
- Noruega:
  - BIBSYS
- República de Corea:
  - Korea Institute of Science and Technology Information - KISTI
- Rusia
  - CyberLeninka
  - Agencia rusa para Estandarización Digital
- Sudáfrica:
  - South African Environmental Observation Network - SAEON
- Suecia:
  - Swedish National Data Service- SND
- Suiza:
  - CERN - Organización europea para la investigación nuclear
  - Instituto Federal suizo de Zúrich de Tecnología - ETH
- Tailandia:
  - National Research Council of Thailand - NRCT
- Reino Unido:
  - La Biblioteca británica - BL
  - Digital Curation Centre
- Estados Unidos:
  - California Digital Library - CDL
  - Oficina de Información Científica y Técnica, Departamento de EE.UU. de Energía - OSTI
  - Bibliotecas de la Purdue University - PUL
  - Inter-university Consortium for Political and Social Research - ICPSR
  - Harvard University Library
  - Instituto de Eléctrico e Ingenieros de Electrónica - IEEE
  - Knowledgebase of Interatomic Models- KIM
  - United States Geological Survey - USGS
  - Universidad del Sur de California - USC

## Otras colaboraciones
En abril de 2017, DataCite fue uno de los socios fundadores en la Iniciativa para Citas Abiertas.